# Artilleristische Rundschau
Artilleristische Rundschau – Monatsschrift für die deutsche Artillerie war von 1925 bis 1944 eine deutsche Fachzeitschrift für Artillerie. Sie erschien im Barbara Verlag Hugo Meiler in München und wurde am 1. April 1931 mit der Zeitschrift Heerestechnik zur neuen Zeitschrift Wehr und Waffen vereinigt. Die Artilleristische Rundschau nahm im Jahr 1935 ihr Erscheinen jedoch wieder auf. In den Jahren 1930 und 1931 trug sie den Zusatz „Zweimonatsschrift für das gesamte Artilleriewesen und seine Hilfswissenschaften“.